# MAS-38衝鋒槍

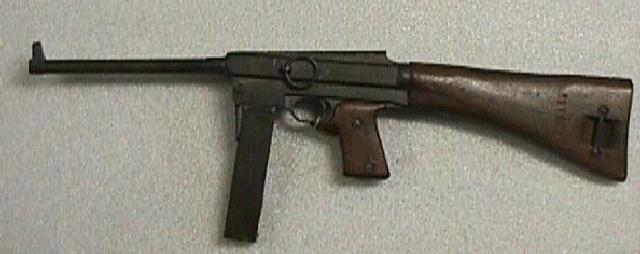
MAS-38

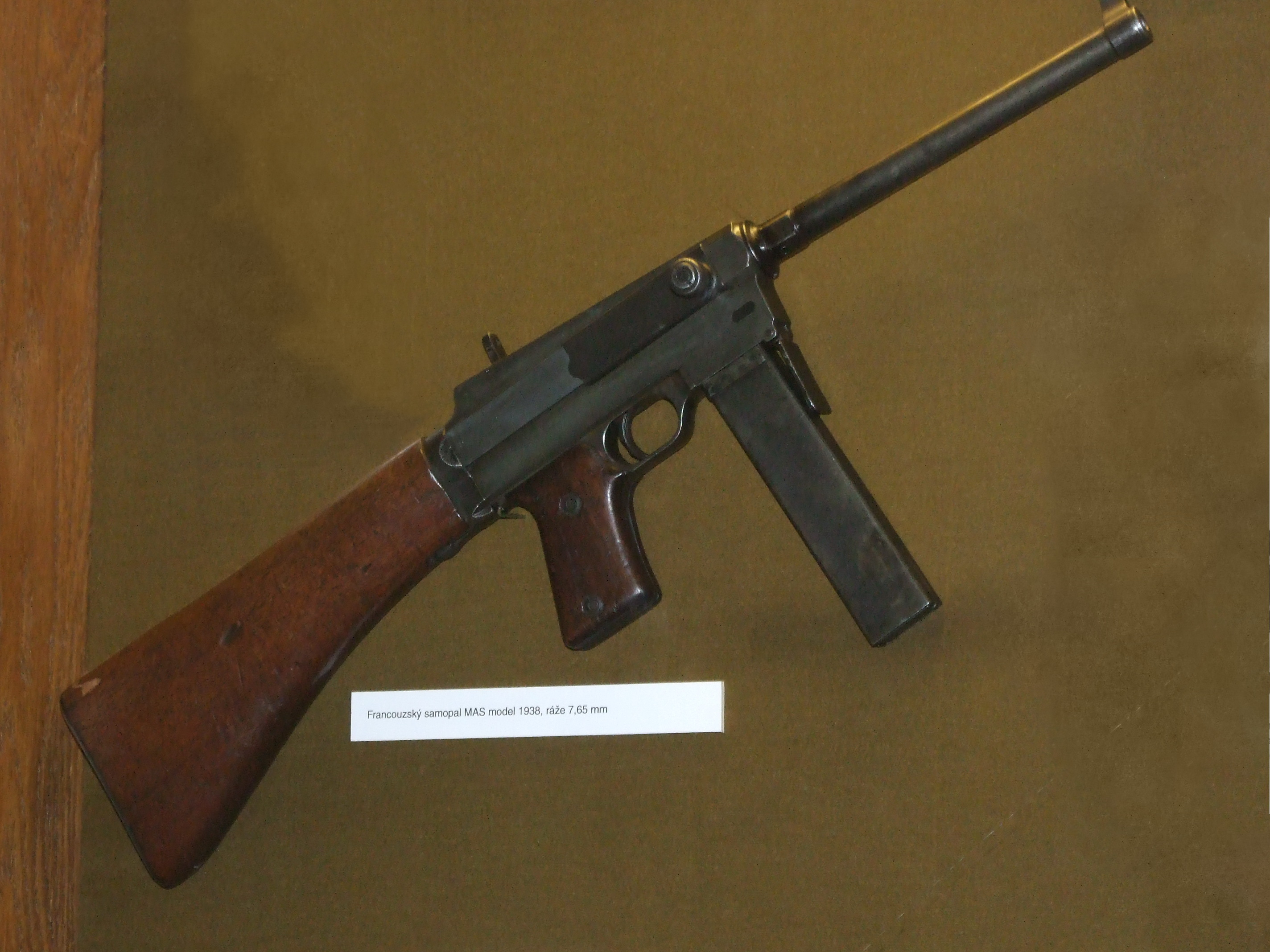
MAS-38

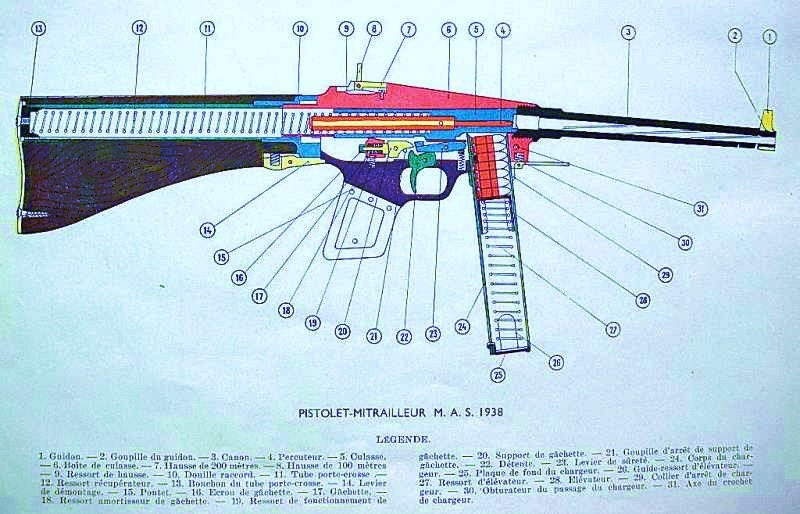
MAS-38的内部结构

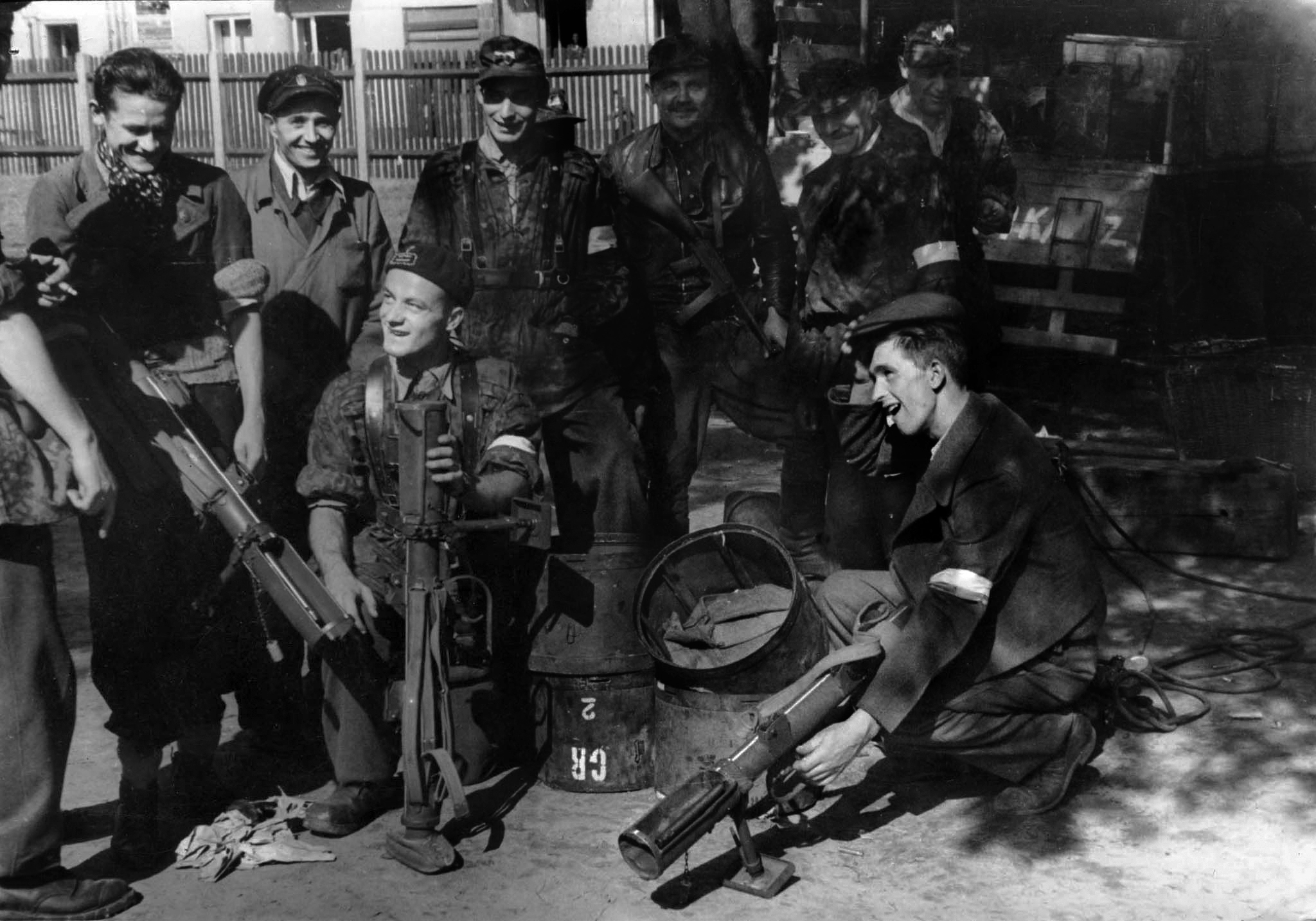
华沙革命中的MAS-38

MAS-38（法語：The Pistolet Mitrailleur MAS modèle 38）是一种法国的冲锋枪，预先为二战准备，曾被法国及德国（缴获）使用，它源于1918年-1922年执行的武器制造计划，由武器服务计划（the Service Technique de l'Armement）构想。一种冲锋枪，一种轻机枪，一种半自动步枪都由武器服务计划制造来更新法军的武器。不过由于建造像马其诺防线一样的工程使法国政府因预算不够而无法大量装备上述武器，除了FM-24/29輕機槍。

## 历史
MAS-38冲锋枪是在实验型MAS-35下改进研制的，它受了法国一战后立即制造的9毫米冲锋枪STA 1922与MAS 1924之影响。MAS-38原本乃是德瑞之冲锋枪原型，被法国所用。
MAS指圣安提诺武器工厂，是给法军供应武器的厂商，曾制造过MAS-36、MAT-49、FAMAS，如今已是GIAT集团下的一个子公司。MAS-38在1938年被法国战争部批准生产，但正式生产在1939年还未开始。最初MAS-38是供给与法国国防军的，但后来改为供给与法国陆军。
MAS-38是专为7.65X20MM longue弹药制造的，虽然7.65X20MM longue很像.30 pedersen，但这两种弹药绝不能通用。只因7.65 longue弹药稍长一些，但在本德森装置上却不能使用。还有7.65 longue弹药亦能在貝瑞塔M1935手槍上使用。但由于法军标准化的不成功，法军也经常使用别的口径的武器及子弹。
MAS-38在1946年停产，在那时候，有大约2000把MAS-38在被德国占领之前制造，在德国占领后还在維希法國制造但數量则不得而知。在二战后，法国警察仍然使用MAS-38，直到1950年代被MAT-49代替。

## 细节
MAS-38槍长623毫米，枪管长224毫米。空重2.87公斤，使用32发弹匣。枪口初速為350米/秒，射速在600-700发/分钟之間。
MAS-38的机匣部分相當独特，很容易辨别。这是因为枪管和机匣之间有几度夾角，再加上枪托里还有一个后坐力缓冲器，能减少部分后坐力，因此在射击时，枪托会看起来偏下，机匣也按照枪托的角度偏下以保证供弹顺利。夾角的目的就是讓槍機向一個向下的角度往復運動，希望這樣可以減少槍口跳動和後坐力。芬蘭在八十年代也有一種類似的設計，不過這種設計其實沒有太大用，故不常見。MAS-38还有一个不实用的保险：在膛室闭锁之后，将扳机向前推以保险。MAS-38的一个優點在於分解不需要任何工具。
MAS-38是一种高质量的冲锋枪，机匣是用一整块钢机加而成，只有几个冲压件。在机匣内部设有缓冲器以延长部件的寿命。双重不同射程的后觇孔是铸造在机匣上的，不用时可以折叠，一个觇孔不会影响另一个的使用。
仅少量制造的MAS-38在精度上与德国MP40相比更胜一筹，但与德国9毫米弹相比，7.65 longue的威力却不够大。然而，这对二战中的法国如同杯水车薪。当法国北部被德国占领之后，德国查获了MAS系列武器，当然，德国也使用了缴获的MAS-38，称之为7.65 mm MP722(F)。在法国之后，维希法国仍然在制造MAS-38以装备维希法国之军队。
1945年4月28日，北意大利反抗组织抓获了贝尼托·墨索里尼并用MAS-38枪决了他。

## 使用國
- 中非
- 法國
- 自由法國 —— 法国抵抗运动
- 德意志國
- 波蘭
- 越南民主共和国

## 流行文化

### 電子遊戲
- 2025年—《應徵入伍》：作為愚人節活動武器，德國陣營可使用。